# Vikneane, Dobrovelîcikivka
Vikneane (în ucraineană Вікняне) este un sat în comuna Liubomîrka din raionul Dobrovelîcikivka, regiunea Kirovohrad, Ucraina.

## Demografie
Componența lingvistică a localității Vikneane
     Ucraineană (70%)
     Rusă (12,86%)
     Română (11,43%)
Conform recensământului din 2001, majoritatea populației localității Vikneane era vorbitoare de ucraineană (70%), existând în minoritate și vorbitori de rusă (12,86%), română (11,43%) și armeană (5,71%).

## Vezi și
- Românii de la est de Nistru